# Kam Chancellor
Kameron Darnel Chancellor, detto Kam (Norfolk, 3 aprile 1988), è un ex giocatore di football americano statunitense che ha militato nel ruolo di safety per tutta la carriera con i Seattle Seahawks della National Football League (NFL).
Fu scelto dai Seahawks nel corso del quinto giro (133º assoluto) del Draft NFL 2010. Al college ha giocato a football a Virginia Tech. Chancellor, noto per i suoi colpi particolarmente duri, faceva parte della celebre linea secondaria dei Seahawks denominata Legion of Boom.

## Carriera universitaria
Chancellor si iscrisse a Virginia Tech nel 2006. Si allenò come quarterback, venendo poi spostato nel ruolo di cornerback prima dell'inizio della stagione. Quell'anno disputò tutte le 13 partite, mettendo a segno 9 tackle, 2 passaggi deviati e un intercetto. L'anno divenne titolare, dando il suo contributo anche negli special team. Giocò tutte le 14 gare come partente, totalizzando 79 tackle, 7 passaggi deviati e un intercetto.
Prima della stagione 2008, fu spostato nel ruolo di free safety, il terzo ruolo in altrettanti anni a Virginia Tech. Giocò ancora tutte le 14 come titolare, con 52 tackle e due intercetti. A fine anno, considerò di rendersi eleggibile per il Draft NFL 2009, ma optò infine per disputare la sua ultima stagione nel college football. L'allenatore dei defensive back degli Hokies, Torrian Gray, affermò che Chancellor avrebbe potuto essere "la migliore safety della storia di Virginia Tech." Dal canto suo, il giocatore affermò di ispirarsi all'ex safety dei Washington Redskins Sean Taylor dicendo: "[era] una grossa safety, il prototipo di giocatore per quel ruolo. Anch'io sono una grossa safety e ho sempre desiderato essere come lui. Non sto dicendo necessariamente che posso essere Sean Taylor ma che posso giungere ai suoi livelli".

## Carriera professionistica

### Seattle Seahawks
Kam Chancellor fu scelto dai Seattle Seahawks all'inizio del quinto giro con la chiamata numero 133 nel Draft 2010. Nella sua stagione da rookie disputò tutte e 16 le partite ma nessuna di esse da titolare.

#### Stagione 2011
Il 16 agosto 2011, i Seattle Seahawks annunciarono la firma dell'ex giocatore dei Green Bay Packers, la strong safety Atari Bigby. Bigby avrebbe dovuto competere con Chancellor per il ruolo da titolare. Chancellor partì da titolare nella prima gara di pre-stagione della stagione 2011 contro i San Diego Chargers, vinta 23-17 da Seattle. Nel corso della stagione giocò tutte le gare tranne una e tutte da titolare. Grazie alle sue ottime prestazioni fu convocato per il suo primo Pro Bowl in sostituzione di Dashon Goldson dei San Francisco 49ers.

#### Stagione 2012
Il 9 settembre, nella gara di debutto della stagione 2012, Kam guidò i Seahawks con 5 tackle solitari nella sconfitta per 20-16 contro gli Arizona Cardinals. Nel turno successivo, Chancellor guidò ancora la squadra con 9 tackle nella prima vittoria della stagione sui Dallas Cowboys. La sua stagione regolare si concluse disputando come titolare tutte le 16 partite, mettendo a segno 101 tackle e forzando un fumble.

#### Stagione 2013

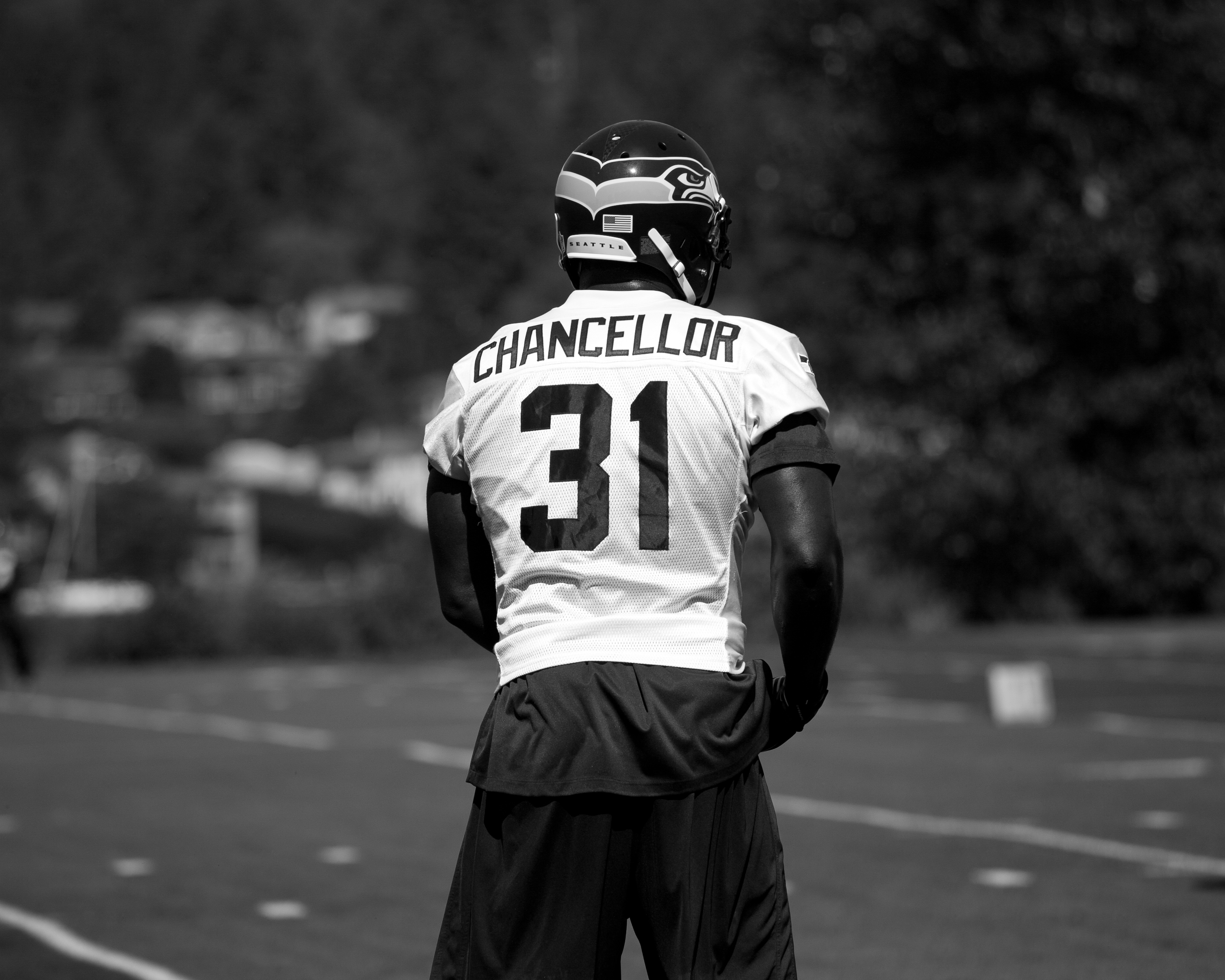
Chancellor nel training camp 2013.

Il 22 aprile 2013, Chancellor firmò un prolungamento contrattuale coi Seahawks della durate di 4 anni per un valore di 28 milioni di dollari. Il primo intercetto stagionale lo mise a segno nella netta vittoria della settimana 2 contro i 49ers e il secondo la settimana successiva contro i Jacksonville Jaguars. Nella settimana 16 contro i Cardinals, Kam guidò la squadra con 11 tackle e il suo terzo intercetto ma ciò non fu sufficiente ad evitare a Seattle la prima sconfitta casalinga dopo due anni di imbattibilità. Nell'ultima gara della stagione i Seahawks batterono i Rams in casa terminando con un record di 13 vittorie e 3 sconfitte, il migliore della storia della franchigia a pari merito con quello del 2005, assicurandosi il primo posto nel tabellone della NFC e la possibilità di qualificarsi direttamente al secondo turno dei playoff. La stagione regolare di Chancellor si concluse con 99 tackle, 3 intercetti e un fumble forzato, venendo premiato con la seconda convocazione al Pro Bowl in carriera e inserito nel Second-team All-Pro. Fu inoltre votato al 65º posto nella NFL Top 100 dai suoi colleghi.
Nel divisional round dei playoff, Chancellor guidò la sua squadra con 14 tackle nella vittoria sui New Orleans Saints. La settimana successiva, nella finale della NFC, i Seahawks in casa batterono gli odiati rivali di division dei 49ers qualificandosi per il secondo Super Bowl della loro storia. Kam fu ancora decisivo mettendo a segno 11 tackle e soprattutto un intercetto su Colin Kaepernick nel quarto periodo che permise alla difesa di resistere al tentativo di rimonta degli avversari.

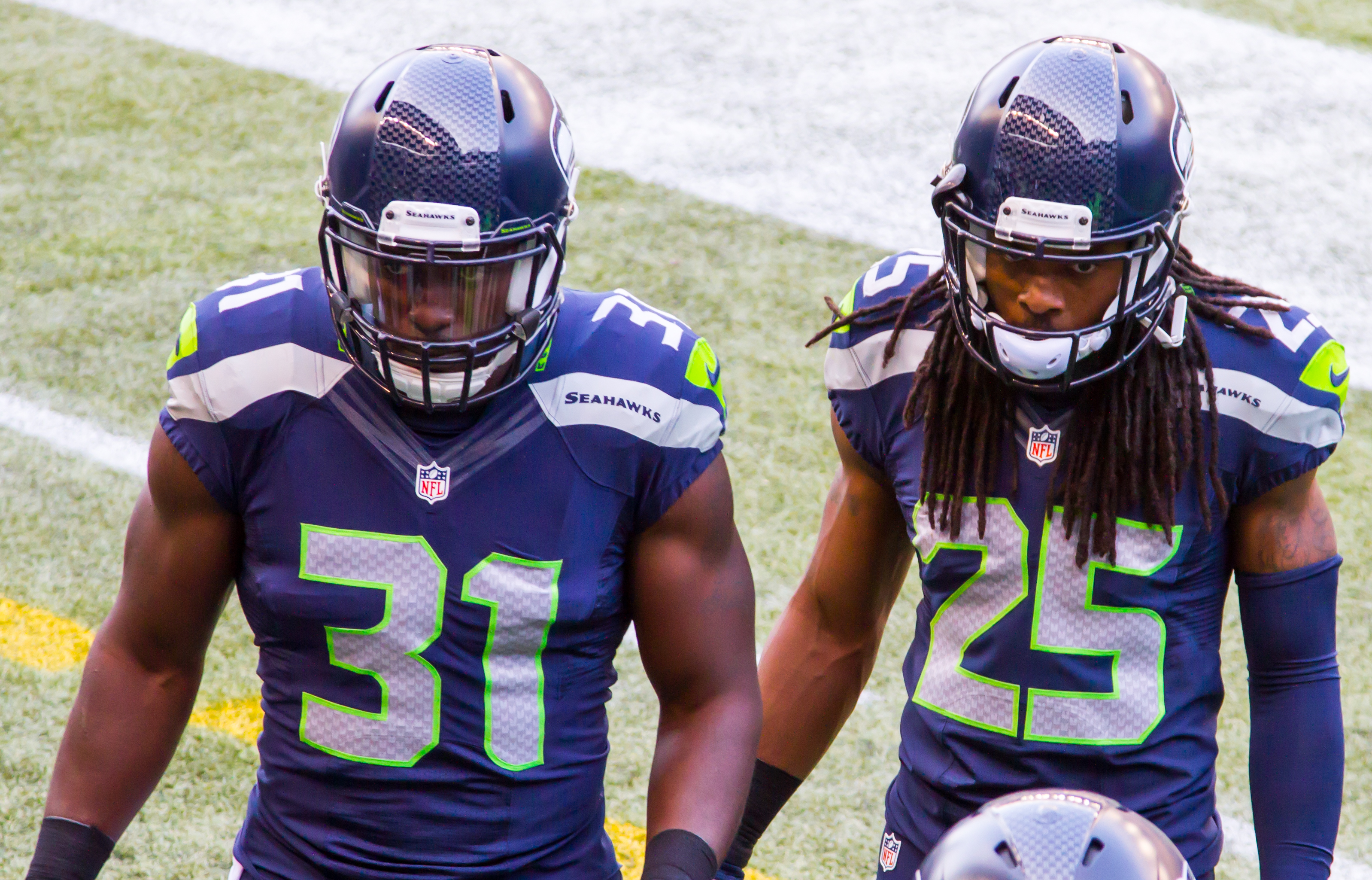
Chancellor con Richard Sherman nel 2014.

Il 2 febbraio 2014, nel Super Bowl XLVIII contro i Denver Broncos, Seattle dominò dall'inizio alla fine della partita, vincendo per 43-8. Chancellor si laureò campione NFL mettendo a segno 9 tackle e un intercetto su Peyton Manning in una gara in cui la difesa di Seattle annullò l'attacco dei Broncos che nella stagione regolare aveva stabilito il record NFL per il maggior numero di punti segnati.

#### Stagione 2014
Il 6 maggio 2014, emerse che Chancellor si era operato a un'anca da circa un mese. Partì comunque regolarmente come titolare nella gara di debutto della stagione in cui mise a segno 11 tackle nella vittoria casalinga sui Packers. Due settimane dopo, nella rivincita coi Broncos del Super Bowl di sette mesi prima, fece registrare il primo intercetto stagionale, oltre a nove tackle, un fumble forzato e due passaggi deviati, che gli valsero il premio di miglior difensore della NFC della settimana. Dopo la gara della settimana 8 contro i Panthers, Kam fu costretto a perdere due gare per un infortunio, facendo ritorno nella settimana 11 contro i Chiefs. Sette giorni dopo fu premiato per la seconda volta in stagione come miglior difensore della NFC della settimana grazie alla sua prestazione contro gli Arizona Cardinals, in quel momento la squadra col miglior record della lega, in cui mise a segno 8 tackle, limitando gli avversari a soli tre punti segnati. Prima dell'ultima gara della stagione, Chancellor fu premiato con lo Steve Largent Award come membro dell'anno dei Seahawks. Seattle batté in casa i Rams assicurandosi per il secondo anno consecutivo la vittoria del titolo di division e il vantaggio del fattore campo per tutti i playoff della NFC. La sua annata si chiuse con 78 tackle, un intercetto, un fumble forzato e 6 passaggi deviati, venendo convocato per il terzo Pro Bowl in carriera e inserito nel Second-team All-Pro.
Il 10 gennaio 2015. nel secondo turno di playoff, Seattle ospitò i Panthers battendoli per 31-17 e qualificandosi per la seconda finale della NFC consecutiva. Chancellor disputò una prova dominante mettendo a segno 10 tackle e intercettando un passaggio di Cam Newton nel quarto periodo che ritornò per 90 yard in touchdown, la giocata più lunga della storia della franchigia nei playoff. Seattle giunse nuovamente a disputare il Super Bowl, ma venne sconfitta dai New England Patriots.

#### Stagione 2015
Nel 2015, Chancellor, per una disputa contrattuale, saltò le prime due gare della stagione, perse entrambe da Seattle, prima di fare ritorno nel terzo turno. Sette giorni dopo fu decisivo quando forzò un fumble su Calvin Johnson dei Lions che si stava avviando a segnare il touchdown della vittoria per Detroit nei secondi finali. Il primo intercetto lo fece registrare nel sesto turno contro i Panthers, ma Seattle perse la seconda gara consecutiva in rimonta. Nel decimo turno, Chancellor mise a segno un primato personale di 17 tackle nella gara interna persa coi Cardinals. Due settimane dopo mise a segno il suo secondo intercetto nel finale gara su Landry Jones degli Steelers. A fine anno, Chancellor fu convocato per il quarto Pro Bowl consecutivo dopo avere terminato con 74 tackle in 11 presenze. La difesa di Seattle invece si classificò al primo posto della NFL per il quarto anno consecutivo, un fatto mai accaduto prima dalla fusione AFL-NFL del 1970.
Nel primo turno di playoff, i Seahawks affrontarono i Vikings in un TCF Bank Stadium congelato nella terza gara più fredda della storia dei playoff. Nel quarto periodo di gioco, Chancellor forzò un fumble fondamentale su Adrian Peterson dopo il quale Seattle segnò il field goal del decisivo 10-9 finale.

#### Stagione 2016
Nella stagione 2016, Chancellor partì come titolare nelle prime quattro gare, venendo poi costretto a saltare tutto il successivo mese di gioco a causa di un infortunio. Tornò in campo nella settimana 10, nella rivincita del Super Bowl 49 in casa dei Patriots, in cui forzò un fumble e fu decisivo nell'ultima azione della gara, in cui impedì la rimonta avversaria. Per quella prestazione fu premiato come miglior difensore della NFC della settimana. Sette giorni dopo fece registrare il primo intercetto stagionale ai danni di Carson Wentz nella vittoria interna sui Philadelphia Eagles. La sua annata si chiuse con 85 tackle e 2 intercetti in 12 presenze, venendo premiato per la seconda volta con lo Steve Largent Award. Nei playoff i Seahawks batterono nel primo turno i Detroit Lions, venendo eliminati la settimana successiva dagli Atlanta Falcons.

#### Stagione 2017
Il 1º agosto 2017, Chancellor firmò con Seattle un rinnovo triennale del valore di 36 milioni di dollari, 25 milioni dei quali garantiti. Nel nono turno vinto in casa dei Cardinals forzò un fumble su Adrian Peterson e mise a segno un placcaggio nella end zone avversaria, segnando la prima safety in carriera. Il 18 novembre fu annunciato che Chancellor avrebbe perso tutto il resto della stagione per un infortunio al collo contro i Detroit Lions che di fatto chiuse la sua carriera.

## Palmarès

### Franchigia
- Super Bowl : 1

Seattle Seahawks: Super Bowl XLVIII
- National Football Conference Championship: 2

Seattle Seahawks: 2013, 2014

### Individuale
- Convocazioni al Pro Bowl: 4

2011, 2013, 2014, 2015
- Second-team All-Pro: 2

2013, 2014
- Difensore della NFC della settimana: 3

3ª e 12ª del 2014, 10ª del 2016
- Steve Largent Award: 2

2014, 2016
- 50 migliori giocatori del 50º anniversario dei Seahawks

## Vita privata
Chancellor era presente al Massacro al Virginia Polytechnic Institute dove Seung-Hui Cho uccise 33 persone prima di suicidarsi. Chancellor ha descritto l'esperienza come "spaventosa".